# Poutní svátky
Poutní svátky (hebrejsky שלוש רגלים, Šaloš regalim), je souhrnné označení těch židovských svátků, během kterých se putovalo do Jeruzaléma uctívat v tamním chrámu. Jsou to:
- Pesach (svátek nekvašených chlebů)
- Šavu'ot (svátek týdnů)
- Sukot (svátek stánků)

Hebrejské označení je složeno ze slov שלוש, šaloš („tři“) a רגלים, regalim (doslova „nohy“), což lze volně přeložit jako „trojí putování“. Tyto svátky jsou též zvány Chagim (חגים, sg. חַג, chag), přičemž slovo chag, kterým se někdy nepřesně označují všechny židovské svátky, má stejný kořen jako arabský výraz hadždž (حج, „pouť“). 
Pouť do Jeruzaléma byla pro všechny židy až do roku 70 n. l. povinná; po zničení Druhého chrámu a následném rozptýlení židovského národa do diaspory tato poutní tradice zanikla, nicméně svátky samotné nikoliv. Dodnes se těší mimořádné důležitosti a vážnosti, neboť se jedná o slavnosti týkající se největších momentů historie židovského národa a jejich slavení je předepsáno přímo z Tóry, na rozdíl od svátečních dnů jako Chanuka nebo Purim. Přestože jeruzalémská pouť se v dnešní době již v hromadném měřítku nekoná, některé skupiny zbožných židů cestují alespoň na jeden ze svátků ke Zdi nářků.
Během svátečních dnů všech poutních svátků platí (až na výjimky jako ochel nefeš, tj. základní životní úkony) stejná pravidla, přikázání a zákazy jako pro šabat.